# Periana
Periana és un municipi d'Andalusia, a la província de Màlaga. Es troba a 13,5 km d'Alcaucín, a 23 km de Vélez-Màlaga, a 58 km de Màlaga i a 544 km de Madrid.